# ويل.آي.أم
وليام جيمس آدامز (بالإنجليزية: William Adams)‏ المعروف بويل.آي.أم (ولد في 15 مارس 1975) هو ممثل، مغن مؤلف، ملحن، منتج، ممثل أصوات ومغن راب أمريكي. معروف بأنه واحد من المؤسسين لفرقة ذا بلاك آيد بيز. حاصل على سبع جوائز غرامي وجائزة الموسيقى الأمريكية ثمان مرات. كما حصل ثلاث مرات على جائزةالموسيقى العالمية. وقد كان فوزه بجميع الجوائز مع فرقة ذا بلاك آيد بيز.
ويل.آي.أم أطلق أربع البومات منفردة.
ولكونه منتج اغاني فقد أنتج لكثير من الفنانيين مثل مايكل جاكسون، جستن بيبر، إيزي إي، بريتني سبيرز، مايلي سايرس، دفيد جتا، يو تو، ريانا، ليدي غاغا، أشر، جستين تيمبرلك، نيكي ميناج، شيريل كول، 2إن إي1، ذا غيم، ناز، دادي يانكي وجيانز. كما انه مدرب في النسخة البريطانية من برنامج ذا فويس.

## حياته
ولد وليام جيمس آدامز في الجانب الشرقي من لوس أنجلوس

## وصلات خارجية
- ويل.آي.أم على موقع IMDb (الإنجليزية)
- ويل.آي.أم على موقع ميتاكريتيك (الإنجليزية)
- ويل.آي.أم على موقع الموسوعة البريطانية (الإنجليزية)
- ويل.آي.أم على موقع روتن توميتوز (الإنجليزية)
- ويل.آي.أم على موقع ألو سيني (الفرنسية)
- ويل.آي.أم على موقع ميوزك برينز (الإنجليزية)
- ويل.آي.أم على موقع ميوزك برينز (الإنجليزية)
- ويل.آي.أم على موقع رولينغ ستون (الإنجليزية)
- ويل.آي.أم على موقع قاعدة بيانات الأفلام السويدية (السويدية)
- ويل.آي.أم على موقع إن إن دي بي (الإنجليزية)

- الموقع الرسمي
- ويل.آي.أم في قاعدة بيانات الأفلام على الإنترنت